# Volker Braun

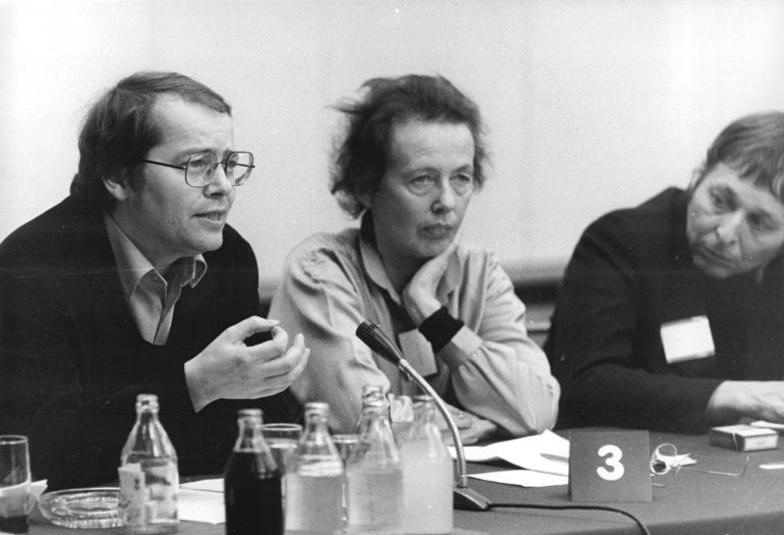
Volker Braun (links) 1981 mit Ruth Berghaus und Wieland Förster bei der Berliner Begegnung zur Friedensförderung

Volker Braun (* 7. Mai 1939 in Dresden) ist ein deutscher Schriftsteller. Er zählt neben Peter Hacks und Heiner Müller zu den bedeutendsten Dramatikern der DDR. Sein Werk umfasst neben Theatertexten Gedichte, Romane, Erzählungen und Hörspiele.

## Leben
Volker Braun wuchs neben vier weiteren Brüdern als Sohn des Buchprüfers, Vertreters und Kunstliebhabers Erich Braun und dessen Frau Irmgard in Dresden-Rochwitz auf. 1957 legte er das Abitur ab und arbeitete zunächst ein Jahr lang in der Dresdner Druckerei der Sächsischen Zeitung. Nachdem er sich vorerst vergeblich zum Studium beworben hatte, ging er in das Gaskombinat Schwarze Pumpe, wo er u. a. als Tiefbauarbeiter und Betonrohrleger tätig war. Die Erfahrungen dieser Zeit spiegelten sich in seinen frühen literarischen Werken, so auch in seinem Erstlingsdrama Kipper Paul Bauch (später unter dem Titel Die Kipper veröffentlicht). 1960 begann er an der Universität Leipzig ein Studium der Philosophie. In dieser Zeit entstanden erste literarische Arbeiten. Bekannt wurde Braun zunächst vor allem als Lyriker. 
Seit 1960 war er Mitglied der SED. Gleichwohl galt er in der DDR als staatskritisch, und oft gelang es ihm nur unter Einsatz taktischen Geschicks, seine Prosa oder Gedichte zu veröffentlichen. Er verstand sich von Beginn an als dezidiert politischer Autor in der kritischen Nachfolge von Bertolt Brecht. Dreh- und Angelpunkt seines Werkes waren die Widersprüche zwischen der sozialistischen Utopie auf der einen und der Realität des Staatssozialismus auf der anderen Seite. Wie Brecht und Heiner Müller begriff er sie als Teil eines Epochenwiderspruchs, dessen Auswirkungen er nicht ideologisch vereinfachte, sondern als die „offenen Enden der Geschichte“ beschrieb. Der Titel Es genügt nicht die einfache Wahrheit, den ein 1975 erschienener Band mit Notaten trägt, ist programmatisch für diese Haltung Brauns. Die Hinwendung zu geschichtlichen Stoffen als Grundlage seiner dramatischen Produktion, die er in den 70er Jahren vollzog, zeugt von der Intention, die Widersprüche der DDR immer wieder in einen größeren historischen Kontext zu stellen.
Anfangs beschrieb er den Aufbau des Sozialismus kritisch-enthusiastisch. Von 1965 bis 1967 arbeitete er auf Einladung von Helene Weigel als Dramaturg am Berliner Ensemble. Nach den Ereignissen des Prager Frühlings beschäftigte er sich zunehmend kritisch mit dem Leben im Sozialismus und den Möglichkeiten der Reform. Danach wurde er verstärkt von der Stasi überwacht. Seit 1972 arbeitete Braun am Deutschen Theater Berlin, 1976 gehörte er zu den Mitunterzeichnern der Protestresolution gegen die Ausbürgerung Biermanns. Ab 1979 war er wieder am Berliner Ensemble tätig, 1981 erhielt er den Lessing-Preis der DDR.
Brauns Werke zeichneten in den 80er Jahren zunehmend das Bild eines deprimierenden Lebens in der DDR. Die Akteure seiner Stücke bewegen sich resigniert in einem unbeweglichen Umfeld. Sein an Diderots Jacques der Fatalist und sein Herr angelehnter Hinze-Kunze-Roman erhielt zwar 1985 eine Druckgenehmigung, doch nach seinem Erscheinen wurde er von der einflussreichen Kritikerin Anneliese Löffler als „absurd“ und „anarchistisch“ scharf angegriffen, und Klaus Höpcke, damals stellvertretender Minister für Kultur, erhielt ein Disziplinarverfahren, weil er die Druckerlaubnis erteilt hatte. Andererseits erhielt Braun 1988 den Nationalpreis der DDR. 
Während der friedlichen Revolution 1989 gehörte er zu den Befürwortern eines eigenständigen „dritten Weges“ für die DDR und war einer der geladenen Erstunterzeichner des Aufrufs „Für unser Land“. 
Nach der Wiedervereinigung beschäftigte er sich kritisch mit den Gründen für das Scheitern der DDR. In diesem Zusammenhang steht auch seine Zusammenarbeit mit der von Wolfgang Fritz Haug herausgegebenen westlich-marxistischen Zeitschrift „Das Argument“.
Volker Braun erhielt sowohl im Osten als auch im Westen viele Preise. Schon vor der Wiedervereinigung hatte er den Status eines gesamtdeutschen Autors inne. 2000 erhielt er den renommierten Georg-Büchner-Preis.
Volker Braun leitete 2006–2010 an der Akademie der Künste (Berlin) die Sektion Literatur. Er ist Mitglied des PEN-Zentrums Deutschland.
Braun lebt in Berlin.

## Zur Position während und nach der Wende
Ein berühmt gewordenes Gedicht von 1990 beschreibt sie:
Das Eigentum

Da bin ich noch: mein Land geht in den Westen.

KRIEG DEN HÜTTEN FRIEDE DEN PALÄSTEN.

Ich selber habe ihm den Tritt versetzt.

(...)

Mein Eigentum, jetzt habt ihrs auf der Kralle.

Wann sag ich wieder mein und meine alle.
Diese Verse „bringen es auf den Punkt: den Widerspruch zwischen Entwurf und Leben, Möglichkeit und Wirklichkeit, Theorie und Praxis, Programmatik und Erfahrung im zuletzt nur mühsam lebbaren DDR-Sozialismus … Jeder Vers in dem Gedicht ist ein kurzer abgeschlossener Satz mit Punkt am Ende. Jeder Satz eine lakonische Feststellung von trauriger Endgültigkeit. […] Die Hoffnung, die eine Falle war auf dem Weg zur Illusionslosigkeit, muß dieser nun weichen. Eine große Elegie.“

## Werke (Auswahl)
- Die Kipper. Schauspiel. Henschelverlag [heute: henschel Schauspiel Theaterverlag], Berlin 1962/65. Uraufführung: 5. März 1972, Städtische Theater Leipzig, Regie: Gotthard Müller. BRD-Erstaufführung: 16. September 1973, Wuppertaler Bühnen, Regie: Günter Ballhausen und Jürgen Bosse.
- Mink. Fragment. 1965 (Uraufführung: Leipzig 1972).
- Provokation für mich. Gedichte. Mitteldeutscher Verlag, Halle (Saale) 1965.
- Vorläufiges. Gedichte. Suhrkamp Verlag, 1966.
- KriegsErklärung. Mitteldeutscher Verlag, Halle (Saale) 1967.
- Schmitten. Schauspiel. 1969/1978. Uraufführung: 18. Januar 1982, Städtisches Theater Leipzig, Regie: Karl Georg Kayser.
- Lenins Tod. Drama. henschel Schauspiel [Henschelverlag], 1970. Uraufführung: 28. September 1988, Berliner Ensemble, Regie: Christoph Schroth.
- Wir und nicht sie. Gedichte. Mitteldeutscher Verlag, Halle (Saale) 1970.
- Das ungezwungne Leben Kasts. Aufbau-Verlag, Berlin, 1971 (Reihe Edition Neue Texte)
- Gedichte. 1972.
- Hinze und Kunze. Schauspiel. henschel Schauspiel [Henschelverlag], 1967. Uraufführung: 4. Mai 1973, Städtische Theater Karl-Marx-Stadt, Regie: Piet Drescher.
- Tinka. Schauspiel. henschel Schauspiel [Henschelverlag], 1972/1973. Uraufführung: 29. Mai 1976, Städtische Theater Karl-Marx-Stadt, Regie: Hartwig Albiro. BRD-Erstaufführung: 23. April 1977, Nationaltheater Mannheim, Regie: Jürgen Bosse,  BRD-Erstaufführung: 23. April 1977, Staatstheater Kassel, Regie: Hagen Mueller-Stahl.
- Gegen die symmetrische Welt. Gedichte. Mitteldeutscher Verlag, Halle (Saale) 1974.
- Es genügt nicht die einfache Wahrheit. Notate. Reclam-Verlag Leipzig, 1975.
- Guevara oder Der Sonnenstaat. Schauspiel. henschel Schauspiel [Henschelverlag], 1975. Uraufführung: 10. Dezember 1977, Nationaltheater Mannheim, Regie: Jürgen Bosse. DDR-Erstaufführung: 21. Januar 1984, Städtische Theater Leipzig, Regie: Karl Georg Kayser.
- Großer Frieden. Schauspiel. henschel Schauspiel [Henschelverlag], Berlin 1976. Uraufführung: 22. April 1979, Berliner Ensemble, Regie: Manfred Wekwerth, Joachim Tenschert, Mitarbeit: Werner Mittenzwei.
- Training des aufrechten Gangs. Gedichte. Mitteldeutscher Verlag, Halle (Saale) 1976.
- Simplex Deutsch. Szenen über die Unmündigkeit. henschel Schauspiel [Henschelverlag], Berlin 1978. Uraufführung: 26. April 1980, Berliner Ensemble, Regie: Piet Drescher. BRD-Erstaufführung: 20. November 1982, Badisches Staatstheater Karlsruhe.
- Unvollendete Geschichte. Suhrkamp Verlag, Frankfurt am Main 1977, ISBN 3-518-02266-0.
- Poesiealbum 115: Volker Braun. Gedichte. Verlag Neues Leben, Berlin 1977.
- Dmitri. Schauspiel. henschel Schauspiel [Henschelverlag], Berlin 1980. Uraufführung: 7. Dezember 1982, Badisches Staatstheater Karlsruhe, Regie: Günter Ballhausen. DDR-Erstaufführung: 27. April 1984, Mecklenburgisches Staatstheater Schwerin, Regie: Christoph Schroth.
- Verfahren Prometheus, 1982, Druck: Schwarze Kunst, Hamburg 1986.
- Stücke. Henschelverlag Kunst und Gesellschaft, Berlin 1983. (Darin: Die Kipper, Hinze und Kunze, Schmitten, Tinka, Guevara oder Der Sonnenstaat, Großer Frieden, Simplex Deutsch, Dmitri sowie ein Essay von Klaus Schuhmann).
- Guevara oder der Sonnenstaat. Büchergilde Gutenberg, 1984.
- Hinze-Kunze-Roman. Mitteldeutscher Verlag, Halle (Saale) 1985. Neuauflage Suhrkamp Verlag, Frankfurt am Main 2007, ISBN 978-3-518-38038-3.
- Die Übergangsgesellschaft. Komödie. henschel Schauspiel [Henschelverlag], Berlin 1987. Uraufführung: 24. April 1987, Bremer Theater, Regie: Torsten Fischer. DDR-Erstaufführung: 30. März 1988, Maxim Gorki Theater, Berlin, Regie: Thomas Langhoff.
- Langsamer knirschender Morgen. Gedichte. Suhrkamp Verlag, 1987, ISBN 978-3-354-00282-1.
- Verheerende Folgen mangelnden Anscheins innerbetrieblicher Demokratie. Schriften. Reclam 1988. (Lizenzausgabe: Suhrkamp Verlag, 1988), ISBN  978-3-379-00405-3.
- Transit Europa. Nach Anna Seghers. Schauspiel. henschel Schauspiel [Henschelverlag], 1988, Uraufführung: 30. Januar 1988, Deutsches Theater Berlin.
- Bodenloser Satz. Suhrkamp Verlag, 1990, ISBN 978-3-518-40226-9.
- Iphigenie in Freiheit. Suhrkamp Verlag, 1992, ISBN 3-518-40440-7.
- Der Wendehals. Suhrkamp Verlag, 1995, ISBN 978-3-518-40686-1.
- Das Nichtgelebte. Erzählung. Faber & Faber, Leipzig 1995, ISBN 978-3-928660-48-8.
- Lustgarten, Preußen. Ausgewählte Gedichte. Suhrkamp Verlag, 2000, ISBN 3-518-39624-2.
- Die vier Werkzeugmacher. Parabel. Suhrkamp Verlag, 1996, ISBN 978-3-518-40806-3.
- Wir befinden uns soweit wohl. Wir sind erst einmal am Ende. Äußerungen. Suhrkamp Verlag, 1998.
- Tumulus. Gedichte. Suhrkamp Verlag, 1999, ISBN 978 3 518 41027-1.
- Trotzdestonichts oder Der Wendehals. Suhrkamp Verlag, 2000, ISBN 978-3-518-39680-3.
- Das Wirklichgewollte. Suhrkamp Verlag, 2000, ISBN 3-518-41170-5.
- Die Verhältnisse zerbrechen. Rede zur Verleihung des Georg-Büchner-Preises. Suhrkamp Verlag, 2000, ISBN 978-3-518-06616-4.
- Das unbesetzte Gebiet. Historische Erzählung. Suhrkamp Verlag, 2004, ISBN 3-518-41634-0.
- Der berüchtigte Christian Sporn. Der andere Woyzeck. Zwei Erzählungen. (Insel-Bücherei 1289). Insel Verlag, 2004, ISBN 978-3-458-19259-6.
- Auf die schönen Possen. Gedichte. Suhrkamp Verlag, 2005.[13] ISBN 978-3-518-41671-6.
- Das Mittagsmahl. Erzählung. Insel Verlag, 2007, ISBN 978-3-458-19289-3.
- Machwerk oder Das Schichtbuch des Flick von Lauchhammer. Ein Schelmenstück. Suhrkamp Verlag, 2008, ISBN 978-3-518-42027-0.
- Werktage I. Arbeitsbuch 1977–1989. Suhrkamp Verlag, 2009, ISBN 978-3-518-42048-5.
- Kassensturz – Volker Braun und Zeitgenossen. Projekte-Verlag Cornelius, 2010, ISBN 978-3-86237-131-0.
- Die hellen Haufen. Erzählung. Suhrkamp Verlag, Berlin 2011, ISBN 978-3-518-42239-7.
- Werktage II. Arbeitsbuch 1990–2008. Suhrkamp Verlag, 2014, ISBN 978-3-518-42418-6.[14]
- Demos, Die Griechen / Putzfrauen. henschel Schauspiel Theaterverlag Berlin 2015, Uraufführung Die Griechen / Putzfrauen am 16. September 2016, Berliner Ensemble, Regie: Manfred Karge.[15]
- Handbibliothek der Unbehausten. Neue Gedichte. Suhrkamp Verlag, Berlin 2016, ISBN 978-3-518-42543-5.
- Vom Fortbestehen. Eine Dreinrede. 5. Kamenzer Rede in St. Annen, Kamenz 2018, ISBN 978-3-9817-103-4-2.
- Verlagerung des geheimen Punkts. Schriften und Reden. Suhrkamp Verlag, Berlin 2019. ISBN 978-3-518-42875-7
- Handstreiche. Suhrkamp Verlag, Berlin 2019. ISBN 978-3-518-42849-8
- Große Fuge. Suhrkamp Verlag, Berlin 2021. ISBN 978-3-518-43021-7

## Hörspiele
- 1991: Iphigenie in Freiheit, Regie: Karlheinz Liefers, Produktion: Funkhaus Berlin.
- 1991: Iphigenie in Freiheit, Regie: Fritz Göhler, Komposition: Hans Rempel, Produktion: Funkhaus Berlin.
- 1992: Iphigenie in Freiheit, Regie: Karlheinz Liefers, Komposition: Jürgen Meinel, Produktion: DS-Kultur, SFB.
- 1992: Hinzekunze, Bearbeitung: Thomas Fritz, Regie: Walter Adler, Produktion: MDR, ORB.
- 1998: Der Staub von Brandenburg, Regie: Joachim Staritz, Komposition: Benjamin Rinnert, Produktion: DLF, SFB-ORB.
- 1999: Die Geschichte von den vier Werkzeugmachern, Bearbeitung und Regie: Jörg Jannings, Komposition: Wolfgang Florey, Produktion: SFB-ORB, DLF.
- 2002: Das Wirklichgewollte Bearbeitung und Regie: Jörg Jannings, Komposition: Wolfgang Florey, Produktion: SFB-ORB.
- 2003: Die 14. Provinz, Regie: Barbara Plensat, Komposition: Peter Kaizar, Produktion: SFB-ORB.
- 2005: Das unbesetzte Gebiet, Regie: Jörg Jannings, Komposition: Wolfgang Florey, Produktion: DLF, RBB.
- 2005: Der berüchtigte Christian Sporn, Bearbeitung und Regie: Jörg Jannings, Komposition: Wolfgang Florey, Produktion: MDR.
- 2009: Machwerk oder das Schichtbuch des Flick von Lauchhammer, Bearbeitung und Regie: Barbara Plensat, Komposition: Lutz Glandin, Produktion: RBB.
- 2009: Das Mittagsmahl, Regie: Stefan Kanis, Komposition: Peter A. Bauer, Produktion: MDR.
- 2016: Die Putzfrauen, 56 Min., Regie: Stefan Kanis. Ursendung: 10. April 2016, Produktion: MDR Figaro.[16]
- 2024: Werktage 1 & 2, Bearbeitung: Kristin Schulz, Komposition: Steffen Schleiermacher, Regie: Ulrich Lampen, Produktion: MDR/RBB/DLF Kultur.

## Auszeichnungen
- 1964: Erich-Weinert-Medaille
- 1971: Heinrich-Heine-Preis des Ministeriums für Kultur der DDR
- 1980: Heinrich-Mann-Preis der Akademie der Künste (DDR)
- 1981: Lessing-Preis der DDR
- 1986: Bremer Literaturpreis
- 1988: Nationalpreis der DDR
- 1989: Berliner Literaturpreis der Stiftung Preußische Seehandlung
- 1992: Schiller-Gedächtnispreis
- 1993: Stipendium der Villa Massimo
- 1994: Gast der Universität Wales
- 1995: Calwer Hermann-Hesse-Stipendium
- 1996: Deutscher Kritikerpreis; Poetik-Vorlesungen an der Universität Heidelberg
- 1996: Mitglied der Deutschen Akademie für Sprache und Dichtung und der Sächsischen Akademie der Künste
- 1998: Erwin-Strittmatter-Preis
- 2000: Brüder-Grimm-Professur an der Universität Kassel
- 2000: Georg-Büchner-Preis
- 2006: Wahl zum Direktor der Sektion Literatur der Akademie der Künste (Berlin)
- 2007: ver.di-Literaturpreis für seine Erzählung Das Mittagsmahl
- 2009: erhielt er gemeinsam mit Olivia Rosenthal den deutsch-französischen Candide-Preis
- 2010: Stadtschreiber zu Rheinsberg
- 2012: Ritter (Chevalier) des Ordre des Arts et des Lettres[17]
- 2012: Kunstpreis der Landeshauptstadt Dresden
- 2016: Prix international Argana de la Poésie (Marokko)

## Verfilmungen
- 1989: Großer Frieden (Theateraufzeichnung)
- 1991: Der Verdacht, nach der Erzählung Unvollendete Geschichte.

## Trivia
Braun hatte mitunter die Angewohnheit beim Signieren seiner Bücher seinen im Buch gedruckten Namen durchzustreichen und dann darüber seinen Namenszug zu setzen. In letzter Zeit signiert er seine Bücher nur noch mit Bleistift, wobei er das Signierdatum senkrecht von oben nach unten schreibt.